# Mythimna convecta
Mythimna convecta es una polilla de la familia Noctuidae. Se encuentra en Australia. Las orugas marchan en grupos buscando el follaje en que se alimentan.
La envergadura es de unos 40 mm.
Las larvas se alimentan de una amplia gama de plantas agrícolas, como Ananas comosus, Ipomoea batatas, Medicago sativa y especies de gramíneas y por lo tanto M. convecta es considerada como una plaga.